# Gudrun Burwitz

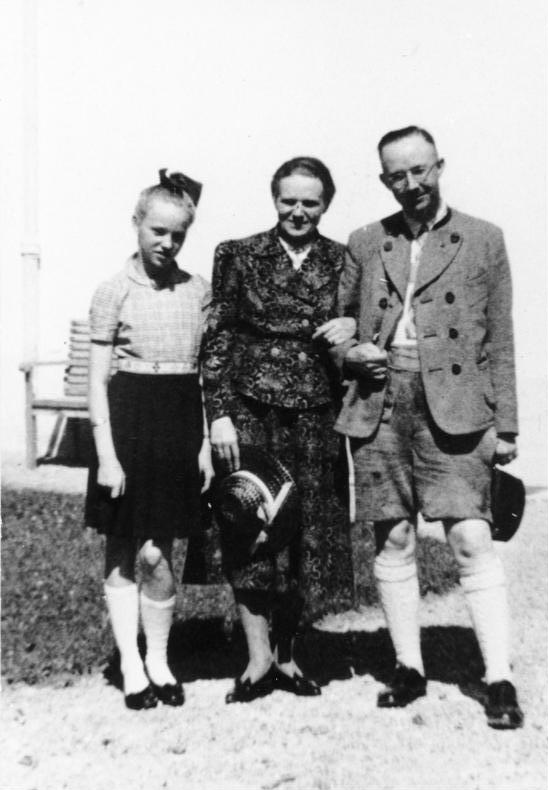
Gudrun Burwitz (à esquerda).

Gudrun Margarete Elfriede Emma Anna Burwitz (Munique, 8 de agosto de 1929 — 24 de maio de 2018) foi filha de Heinrich Himmler, Reichsführer-SS, um dos membros históricos do Partido Nacional-Socialista dos Trabalhadores Alemães. Depois da vitória aliada, foi presa e obrigada a depor nos julgamentos de Nuremberg.
Tendo nunca renunciado à ideologia nazi, ela lutou constantemente durante a sua vida para defender a reputação do seu pai, acabando por se envolver com grupos neo-nazis que a apoiam. Foi casada com Wulf Dieter Burwitz, um politico do NPD.
Ajudou a criar e trabalhou para a Stille Hilfe.